# Благовещенская часовня на Кузьминском кладбище
Часо́вня Благове́щения Пресвято́й Богоро́дицы — православная часовня в городе Пушкине на Кузьминском кладбище.
Приписана к Софийскому собору Санкт-Петербургской епархии Русской православной церкви.

## История

### Благовещенская церковь
Первый храм в слободе Большое Кузьмино появился в 1749 году, когда сюда была перенесена Успенская церковь с кладбища, находившемся за ручьём Вангази. После переноса она была освящена во имя Благовещения Пресвятой Богородицы.
28 марта (8 апреля) 1783 года священником Стефаном Ивановым, рядом с деревянным, была совершена закладка нового каменного храма. Храм возводился предположительно по проекту Д. Кваренги. Освящение церкви состоялось в 1785 году. Старый храм был разобран в 1787 году.

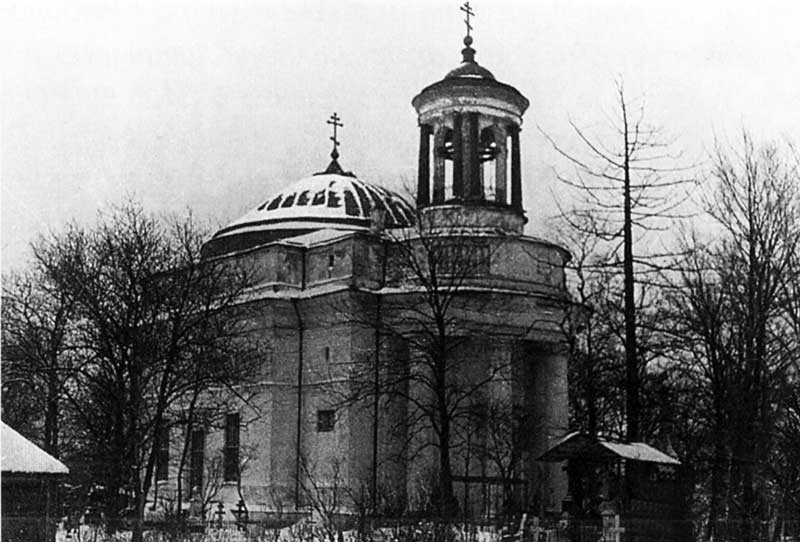
Благовещенская церковь

17 марта 1923 года после закрытия церкви святого великомученика Димитрия Солунского и святой преподобной Марии Египетской в здании Родильного приюта М. А. Дрожжиной её престол был передан в Благовещенскую церковь.
В ночь на 31 мая храм был ограблен: похищено много старинной утвари и риз с икон. Церковь находилась под государственной охраной как памятник архитектуры.
4 августа 1939 года, по постановлению Леноблисполкома, церковь Благовещения Пресвятой Богородицы была закрыта.
Храм был разрушен в период контрнаступления 1943—1944 годов до основания.

#### Архитектура
Храм был каменным с полукруглым портиком, поддерживаемым четырьмя колоннами. Купол церкви был низким, колокольня небольшая, была выполнена в виде ротонды. В храме было три входа.
Длина храма составляла 30 метров, а ширина и высота — 17 метров.
Деревянный иконостас был высоким, четырёхъярусным. Выкрашен в голубой цвет с позолотой.
По некоторым данным, в конкурсе проектов Александро-Невского собора Петрозаводска участвовала работа В. Гесте, взявшего за основу проект Благовещенской церкви. Архитектор особо рекомендовал такой храм для Петрозаводска, подчеркивал его «высокие художественные достоинства и благородную простоту».

#### Казанская икона Божией Матери
В храме находилась чтимая икона Божией Матери Казанская.
27 апреля (9 мая) 1826 года крестьянка деревни Александровки Марфа Екимова сообщила священнику Антонию Благовещенскому, что ей в течение трёх ночей являлась «прекрасная женщина в белой одежде», которая приказывала выйти на берег реки Кузьминки и взять икону. При этом, по свидетельству жителей, задние ворота двора были каждый раз открытыми. На третью ночь после явления, выйдя через ворота к реке, Марфа увидела свет, в котором образ спустился на берег за огородом.
Причт Кузьминской церкви освидетельствовал чудо. О событии было сообщено митрополиту Серафиму (Глаголевскому), повелевшему установить образ в Благовещенской церкви. Икона пользовалась большим почитанием. Уже 3 (15) июня 1826 года храм посетила императрица Александра Фёдоровна с наследником Александром Николаевичем и великой княжной Марией Николаевной.
Впоследствии на месте явления иконы была построена Церковь Казанской иконы Божией Матери.
В мае 1922 года с иконы была снята серебряная риза, а в июле — изъята сама икона. В настоящее время её местонахождение неизвестно.

### Приход
В начале XX века в приход входили:
- слобода Большое Кузьмино
- деревня Каменка (район пересечения Пулковского шоссе и Кольцевой автомобильной дороги)[2]
- деревня Александровская
- деревня Верхнее Кузьмино (ныне территория водохранилища рядом с Пулковской обсерваторией)
- Красная Слободка (район Гатчинского шоссе в Пушкине)
- деревня Редкое Кузьмино (ныне улица Редкое Кузьмино посёлка Александровская)[2]
- Новосёлки (территория в районе современной Сапёрной улицы Пушкина)
- Перелесино (территория в восточной части военного аэропорта в Пушкине)

К приходу были приписаны часовни:
- Две в церковных воротах, сооружённые в 1841—1842 годах по проекту Д. Е. Ефимова в стиле ампир.
- Деревянная часовня в деревне Каменке, построенная в 1913 году. Впоследствии, в 1920-е годы здесь была устроена церковь во имя Александра Невского, разрушенная в годы войны.

### Духовенство
| Настоятели церкви                               | Настоятели церкви                                         |
| Даты                                            | Настоятель                                                |
| ----------------------------------------------- | --------------------------------------------------------- |
| 1769—1776                                       | священник Никифор Семёнов                                 |
| 1776—1803                                       | священник Федот Васильев (...—1803)                       |
| 1803—1821                                       | священник Николай Феодоров                                |
| 1821—1868                                       | священник Антоний Игнатьевич Благовещенский (1796—1870)   |
| 1868 — 3 (16) марта 1908                        | протоиерей Александр Антонович Благовещенский (1836—1908) |
| 28 марта (9 апреля) 1908 — 12 (25) августа 1915 | протоиерей Алексий Дмитриев                               |
| 11 (24) сентября 1915 — до 28 апреля 1919       | протоиерей Михаил Фёдорович Лавров (1859—1933 ?)          |
| ... — после 1922                                | священник Павел Заозерский                                |
| 10 февраля 1924 — 6 октября 1931                | протоиерей Феодор Фёдорович Забелин (1868—1949)           |
| 1931 — ...                                      | священник Василий Михайлович Соколов (1889—...)           |
| февраль 1937 — 31 марта 1938                    | протоиерей Анатолий Павлович Заклинский (...—1949)        |

### Традиции
В храме традиционно совершались:
- В праздник Вознесения Господня — большой крестный ход вокруг села, в память о бывшем пожаре.
- Крестный ход по селу, в память об избавлении от холеры в 1831 году
  - 23 июня — в Большом Кузьмино
  - 24 июня — в Каменке
  - 26 июня — в Александровке
  - В Ильинскую пятницу — в Новосёлке, Красной слободке и Перелесино
  - В Ильин день — в Редком и Верхнем Кузьмино.

## Часовня
3 июня 1996 года на месте разрушенного храма настоятелем Фёдоровского собора игуменом Маркеллом (Ветровым) был освящён памятный деревянный восьмиконечный крест.
Часовня была заложена в сентябре 2005 года на фундаменте церкви. Проект часовни был разработан С. Н. Кондратьевым и выполнен в псевдопсковском стиле.
Летом 2007 года строительство часовни было закончено.
Место, где стояла церковь (фундамент), отнесено КГИОПом к выявленным объектам культурного наследия народов России.

## Территория часовни
На территории часовни в настоящее время находится деревянный крест и надгробие священника Екатерининского собора Николая Алексеевича Черенского (скончался 7 [19] октября 1899 года) и его жены Анны Саввишны, перенесённое сюда с кладбища.